# Vélodrome Luis-Ocaña
Le vélodrome Luis-Ocaña est un équipement sportif aménagée pour les courses cyclistes situé à Mont-de-Marsan, chef-lieu du département français des Landes.

## Présentation
Le vélodrome de plein-air est nommé en hommage au coureur cycliste Luis Ocaña, vainqueur du Tour de France 1973 et surnommé « l'Espagnol de Mont-de-Marsan ». Aménagé sur le site du Harbaux, il est utilisé pour la première fois le 17 juin 2023 avant d'être officiellement inauguré le 7 juillet 2023, jour du départ de la 7e étape du Tour de France depuis Mont-de-Marsan, ville étape pour la troisième fois de son histoire, la dernière remontant à 1971.
Depuis la vente de l'ancien vélodrome du stade Jean-Loustau en 2012 à l'hôpital Layné et sa démolition en 2017, le Stade montois cyclisme et le Vélo Club Montois, les deux clubs de la ville, ne disposent plus d'équipement adapté et utilisent occasionnellement le vélodrome Jacques-Anquetil-et-Luis-Ocaña à Aire-sur-l'Adour, le second du département, ou le vélodrome du Betbèze à Damazan, dans le département limitrophe du Lot-et-Garonne. Le projet d'un nouvel équipement public est porté depuis 2019 par Jacques Sabathier, dirigeant du Stade montois cyclisme, et la construction démarre en 2022.